# Paolo Carasso
Paolo Carasso (Rimini, 18 novembre 1968) è un allenatore di pallacanestro e dirigente sportivo italiano.

## Biografia
È figlio di Gian Maria Carasso, che fu a sua volta lo storico manager del Basket Rimini dal 1962 al 2000.

## Carriera
Sin da giovane tralascia l'idea di diventare un giocatore per intraprendere l'attività di allenatore.
Nel settembre 1982, all'età di quattordici anni, accetta la proposta di Claudio Papini, figura storica del basket giovanile riminese, diventando suo assistente. Lavorando con lui vive vicende sportive a tratti esaltanti, fra cui le vittorie di tre titoli nazionali e partecipazioni a diverse finali italiane. Durante questi anni viene a contatto con prospetti del basket riminese destinati a calcare i parquet della Serie A, quali Ruggeri, Ferroni, Semprini e soprattutto Carlton Myers, oltre ad altri giocatori come Alex Righetti o Mauro Morri negli anni successivi. A seguito della malattia di Papini che portò il tecnico ligure a lasciare l'incarico per tornare a La Spezia dopo aver curato per diciotto anni il vivaio del Basket Rimini, lo stesso Papini comunicò al patron Corrado Sberlati l'intenzione di designare Paolo Carasso come suo successore all'interno del settore giovanile del club.
Il 6 dicembre 1999, a seguito dell'esonero di Massimo Bernardi, il trentunenne Carasso viene scelto come nuovo capo allenatore della prima squadra che in quel momento occupava l'ultimo posto della Serie A1 1999-2000 con quattro punti insieme a Reggio Emilia. In campo europeo la squadra arriva agli ottavi di finale di Coppa Korać, mentre il raggiungimento del terzultimo posto in campionato consente la salvezza e la partecipazione ai play-off (dove arriva un'eliminazione agli ottavi contro la Benetton Treviso futura finalista). Dopo questa esperienza, in vista dell'anno successivo, la decisione di Carasso è quella di tornare ad allenare i giovani. Nel dicembre 2002, per il resto della stagione 2002-2003, torna temporaneamente nell'orbita della prima squadra con il ruolo di vice allenatore.
Nel maggio 2004 decide di allontanarsi dal Basket Rimini a causa di divergenze con la proprietà, che nel frattempo era passata a Luciano Capicchioni da un paio d'anni.
Il presidente degli Angels Santarcangelo, Maurizio Fabbri, lo ingaggia con la volontà di far crescere il settore giovanile della formazione gialloblù. Parallelamente al lavoro con gli Angels, nel luglio 2004 insieme a Massimiliano Intorcia presenta alla stampa il progetto Insegnare Basket Rimini (IBR), associazione sportiva mirata alla pallacanestro giovanile.
A partire dalla stagione 2018-2019, oltre a mantenere i propri ruoli presso Angels e IBR, Carasso diventa anche amministratore delegato di Rinascita Basket Rimini (RBR), società appena creata le cui squadre Under-16 e Under-15 si appoggiano proprio agli Angels. La prima squadra, invece, parte dalla Serie C e nel giro di quattro anni arriva alla Serie A2. Nel frattempo, nonostante i forti attriti emersi in passato tra Carasso e Capicchioni, la società aveva acquisito da quest'ultimo lo storico titolo sportivo del Basket Rimini.